# 3963 Paradzhanov
A 3963 Paradzhanov (ideiglenes jelöléssel 1969 TP2) a Naprendszer kisbolygóövében található aszteroida. Ljudmila Ivanovna Csernih fedezte fel 1969. október 8-án.